# Юсупова Нафіса Ісламівна
Нафіса Ісламівна Юсупова (26 січня 1953 року, Прилуки, Чернігівська область, Українська РСР — 19 березня 2023, Уфа) — радянський, російський вчений-фізик. Доктор технічних наук (1998), професор (1998). Заслужений діяч науки Республіки Башкортостан (2000). Почесний працівник вищої професійної освіти Російської Федерації (2007). Винахідник СРСР (1988).

## Біографія
Нафіса Ісламівна Юсупова народилася 26 січня 1953 року в місті Прилуки Чернігівської області, де тоді служив батько — Іслам Юсупович Юсупов. Професор І. Ю. Юсупов був засновником кафедри автоматизації виробничих процесів Уфимського державного авіаційного технічного університету.
У 1975 році закінчила Воронезький державний університет.
З 1975 року працює в Уфимському державному авіаційному технічному університеті.
З 1989 року — декан факультету інформатики та робототехніки, одночасно з 1998 року — завідувач кафедри обчислювальної математики і кібернетики.
Доктор технічних наук (1998), професор (1998).
Померла 19 березня 2023 року в Уфі.

## Наукова діяльність
Наукові дослідження Нафіси Юсупової присвячені теорії штучного інтелекту.
Юсуповою розроблені методологія управління складними технічними об'єктами в умовах перешкод і критичних ситуацій, моделі подання знань про небезпечні об'єкти та можливі сценарії розвитку аварій, метод класифікації підприємств у відповідності з загрозою банкрутства тощо.
Нафіса Юсупова — авторка понад 400 наукових робіт та 44 винаходів.

## Почесні звання та нагороди
- Заслужений діяч науки Республіки Башкортостан (2000).
- Почесний працівник вищої професійної освіти Російської Федерації (2007).
- Знак «Винахідник СРСР» (1988).

## Наукові праці
- Університетські освітні програми. Моделі і методи для порівняльного аналізу досвіду різних країн. Москва, 2006 (співавт.);
- Інформаційне забезпечення управління і контролю. М., 2008 (співавт.);
- Філософські та прикладні питання методології штучного інтелекту. М., 2009 (співавт.) та ін[5].